# Ulla Christiansson
Ulla Kristina Christiansson, född 10 oktober 1938 i Stockholm, är en svensk inredningsarkitekt.
Christiansson, som är dotter till arkitekt Sten Lindegren och Ingegerd Kronlund, utexaminerades från Konstfackskolan med inriktning på möbler och inredning 1963, genomgick scenografutbildning vid Sveriges Radio 1967–1968, var anställd på Sven Kai-Larsens arkitektkontor 1963–1965, bedrev verksamhet tillsammans med Carl Christiansson 1965–1987 och egen verksamhet, Ulla Christiansson Design AB från 1987. Hon har utfört inredning bland annat till Postgirot, SEB, Systembolaget och Byggnadsstyrelsen samt formgivning till Tarkett AB, Perstorp AB, Senko Japan, Boda Nova AB och Design House Stockholm AB och möbler åt Källemo AB. Hon har hållit utställningar vid Svenska institutet och Svensk Form. Hon tilldelades utmärkelsen Utmärkt Svensk Form 1985 och 1986. Hon blev styrelseledamot i Moderna museets vänner 1990. Hon var gift 1965–1980 med Carl Christiansson och sedan 1995 med Lars E. Pettersson.